# 常野物語
『常野物語』（とこのものがたり）は、恩田陸の小説シリーズである。常野シリーズとも。『光の帝国』『蒲公英草紙』『エンド・ゲーム』の3作が刊行されており、『光の帝国』はテレビドラマ化された。
特殊な能力を持つ「常野」の人々を描いている。

## 単行本
全て集英社。（最初の）単行本は四六版ハードカバー、文庫は集英社文庫。文庫版の表紙はシリーズタイトル「常野物語」が先であるかのようなデザインになっているが、後に来るのが正しい。
1. 光の帝国 常野物語 （1997年10月 ISBN 408774292X、文庫：2000年9月 ISBN 4087472426）
2. 蒲公英（たんぽぽ）草紙 常野物語（2005年6月 ISBN 4087747700、文庫：2008年5月 ISBN 978-4087462944）
3. エンド・ゲーム 常野物語（2005年12月 ISBN 4087747913、文庫：2009年5月 ISBN 978-4087464320）

## 各作品

### 光の帝国
『小説すばる』で1994年12月号から1997年5月号まで全11回連載。この作品のみ連作短編集。収録作と初出は次のとおり（単行本収録順）。
1. 大きな引き出し（1994年12月号）
2. 二つの茶碗（1995年3月号）
3. 達磨山への道（1995年6月号）
4. オセロ・ゲーム（1995年7月号）
5. 手紙（1995年9月号）
6. 光の帝国（1995年12月号）
7. 歴史の時間（1996年7月号）
8. 草取り（1997年5月臨時増刊号）
9. 黒い塔（1997年1月号・2月号）
10. 国道を降りて…（1997年5月号）

ゼナ・ヘンダースンの「ピープル・シリーズ」をイメージして書かれた。タイトルから誤解を受けることもあり、文庫本の解説を書いた久美沙織は、宇宙戦争のような内容を想像していた。

### 蒲公英草紙
『青春と読書』（本作のみ掲載誌が異なる）2000年1月号から2001年2月号まで全14回連載。
時間を遡った20世紀初頭の物語であり、時系列では最初である。
第134回直木賞候補作。

### エンド・ゲーム
『小説すばる』2004年3月号から2005年6月号まで全6回連載。雑誌掲載時には藤田新策が挿絵を描いた（単行本未収録）。

## テレビドラマ『光の帝国』
『光の帝国』（ひかりのていこく）は、2001年12月4日より12月25日まで毎週火曜日23:00 - 23:45に、NHK総合テレビジョンの「ドラマDモード」で放送された。主演は前田愛。

### キャスト
春田家
- 春田記実子 - 前田愛
- 春田里子 - 檀ふみ
- 春田貴世誌 - 小日向文世
- 春田光紀 - 村上雄太

常野一族
- ツル先生 - 笹野高史
- 遠耳 - 坂本朗
- 遠目 - 田中要次
- 矢田部薫 - 鈴木砂羽

山岳洋品店『K2』
- 倉沢泰彦 - 中村勘太郎（六代目 中村勘九郎）
- 志村守 - 石丸謙二郎

その他
- 高木克也 - 辰巳琢郎
- 大畠先生 - 酒井敏也
- 医師 - 六角精児

このドラマの共演で知り合った中村勘太郎（現・中村勘九郎）と前田愛が2009年に結婚した。

### スタッフ
- 脚本 - 飯野陽子[3]
- 音楽 - 山下康介[3]
- 演出 - 松岡孝治[3]、木村明弘[3]、田中正[3]
- 制作 - 古川法一郎[3]

### 放送日程
| 各話   | 放送日         | サブタイトル | 演出     |
| ------ | -------------- | ------------ | -------- |
| 第1話  | 2001年12月04日 | 未知の力     | 松岡孝治 |
| 第2話  | 2001年12月11日 | 一族の力     | 木村明弘 |
| 第3話  | 2001年12月18日 | 闇の力       | 田中正   |
| 最終話 | 2001年12月25日 | 未来の力     | 松岡孝治 |

| NHK総合テレビジョン ドラマDモード | NHK総合テレビジョン ドラマDモード   | NHK総合テレビジョン ドラマDモード |
| 前番組                            | 番組名                              | 次番組                            |
| --------------------------------- | ----------------------------------- | --------------------------------- |
| 夏の王様 （2001.11.20）           | 光の帝国 （2001.12.4 - 2001.12.25） | 喪服のランデヴー（再）            |

## 演劇集団キャラメルボックス版『光の帝国』
演劇集団キャラメルボックスが2009年、『光の帝国』の1作「大きな引き出し」を「ハーフタイムシアター」にて『光の帝国』として上演した。上演時間は、演劇上演の通常の約半分である76分。
演劇を撮影して映画として配給するLivespireの1作として、同年7月18日より劇場公開された。また同時上演していた梶尾真治の「未来（あした）のおもいで」を原作する『すべての風景の中にあなたがいます』も公開された。
また2017年秋に、同じく演劇集団キャラメルボックスが本作を再演した。なお再演は加筆がされ上演時間が長くなったため、ハーフタイムシアターではない。

### 出演
- 春田光紀 - 畑中智行(2009年版) / 関根翔太(2017年版)
- 春田記美子 - 岡内美喜子(2009年版) /森めぐみ(2017年版)
- 猪狩悠介 - 大内厚雄(2009年版) /鍛治本大樹(2017年版)
- 猪狩義正 - 阿部丈二(2009年版) /原口健太郎(劇団桟敷童子)(2017年版)
- 春田里子 - 坂口理恵(2009年版) /家納ジュンコ(2017年版)
- 春田貴世誌 - 小多田直樹(2009年版) /毛塚陽介(2017年版)
- 寺崎美千代 - 小林千恵(2009年版) /金城あさみ(2017年版)
- 猪狩康介 - 鍛治本大樹(2009年版) /竹鼻優太(2017年版)
- 今枝日菜子 - 井上麻美子(2009年版) /小林春世(2017年版)

### スタッフ（初演）
- 原作 - 恩田陸『大きな引き出し』（集英社『光の帝国』所収）
- 脚本・演出 - 成井豊＋真柴あずき
- 舞台企画・製作 - ネビュラプロジェクト
- 映像監督 - 小林啓一
- 製作・著作 - ネビュラプロジェクト、ソニー
- 製作プロダクション - ソニーPCL
- 配給 - ソニー